# Джуо Лин
Джуо Лин (на китайски: 卓琳 пинин: Zhuō Lín) е бивша първа дама на Китайската народна република и третата съпруга на Дън Сяопин.
Дъщеря е на индустриалец от провинция Юннан. Става член на Китайската комунистическа партия през 1938 г., а година по-късно се омъжва за Дън Сяопин пред пещерното жилище на Мао в Янан. Имат 5 деца: 3 дъщери (Дън Лин, Дън Нан, Дън Жун) и 2 сина – Дън Пуфан и Дън Джъфан.